# Tenango de Arista
Tenango de Arista, también conocida como Tenango del Valle, es una ciudad mexicana del Estado de México perteneciente a la Zona Metropolitana del Valle de Toluca y es la Cabecera municipal de Tenango del Valle. Destaca también como una del Estado de México que tiene el título de ciudad heroica. Participa también en asociaciones tales como la Asociación Internacional de Ciudades Educadoras.[cita requerida]
La ciudad de Tenango de Arista ha impulsado al turismo como un aporte económico importan para la región porque cuenta con la zona arqueológica de Teotenango y la designación como Pueblo con Encanto, por parte del gobierno del estado. 

## Historia
El nombre de Tenango proviene de Teotenango o Teutenango; los mexicas durante la Colonia lo denominaron Teotenango o Teutenango; después del siglo XVI se le empezó a llamar solo Tenango.[cita requerida]
El nombre de Tenango viene del náhuatl, sus radicales teotl: dios, sagrado, divinidad; tenamitl: muralla, cerco, albarrada; y el sufijo co: en. Ha sido interpretado como "en la muralla del dios o en las murallas divinas", según Manuel Orozco y Berra; "en el recinto sagrado", escribe Remi Simeon; José García Payón dice "lugar sagrado amurallado"; Romero Quiroz anota "en las murallas donde están los dioses" y Román Piña Chan uno de los principales y más importantes estudiosos de la zona arqueológica lo interpreta como "en la muralla verdadera". También fue nombrado así por los mexicas y significa "Muralla de los Dioses".[cita requerida]
Hacia el siglo VIII, los matlatzincas poblaron el lugar, donde se construyó Teotenango, un centro cívico religioso, conquistado a la postre por el español Andrés de Tapia (fuentes indican que se trató de Martín Dorantes).[cita requerida]
El primer paso de los conquistadores fue cambiar el lugar de asentamiento: del cerro del Tetépetl al valle; el segundo fue establecer las encomiendas. Teotenango fue encomienda de Juan de Burgos y Diego Rodríguez, por mitad a cada uno. Atlatlahuaca y Xochiaca se encomendaron a Hernando de Jerez, en tanto que Zictepec y Zepayautla fueron parte de la encomienda de Tacuba.[cita requerida]
Cuando no hubo sucesión privada en las encomiendas, la Corona estableció Corregimientos. Así, Teotenanco fue corregimiento en 1535 y Atlatlahuca en 1537. “Los corregimientos fueron pensados para atender los asuntos de justicia local entre la población indígena y los encomenderos”, las alcaldías mayores eran para “impartir justicia en aquellos asuntos que tenían que ver con la población española que radicaba en Indias”.[cita requerida]
Al crearse la alcaldía mayor de Malinalco (1550), el corregimiento de Atlatlahuca quedó circunscrito en ella; pero, en 1580, Tenancingo se convirtió en la sede de la alcaldía mayor y Atlatlahuca pasó a la de Teotenanco, que incluía a Tlalachco y Huitzitzilapa. También, fue cabecera del distrito judicial con el mismo nombre.[cita requerida]
La evangelización debió corresponder a los franciscanos en un inicio; después, fue el clero regular quien se encargó de administrar los bienes espirituales de la fe católica.[cita requerida]
En el periodo de la guerra de independencia, el municipio fue escenario de enfrentamientos del ejército insurgente comandado por los generales Joaquín Canseco, José María Oviedo, Felipe Nubi y Vicente Vargas, quienes hostigaban al general Porlier del ejército realista, en 1811. Ignacio López Rayón hizo del cerro de Tenango un campamento estratégico.[cita requerida]
Con la creación del Estado Libre y Soberano de México en 1824, de facto Tenango del Valle fue de los primeros municipios. El 4 de febrero de 1847, se le dio la categoría de Villa. En 1861, a la cabecera se le agregó el apellido Arista, en homenaje a Mariano Arista, presidente de México de 1851 a 1853. Por los servicios prestados a la causa independentista el Congreso local decretó el adjetivo Heroica a la Villa de Tenango de Arista el 19 de octubre de 1868.[cita requerida]

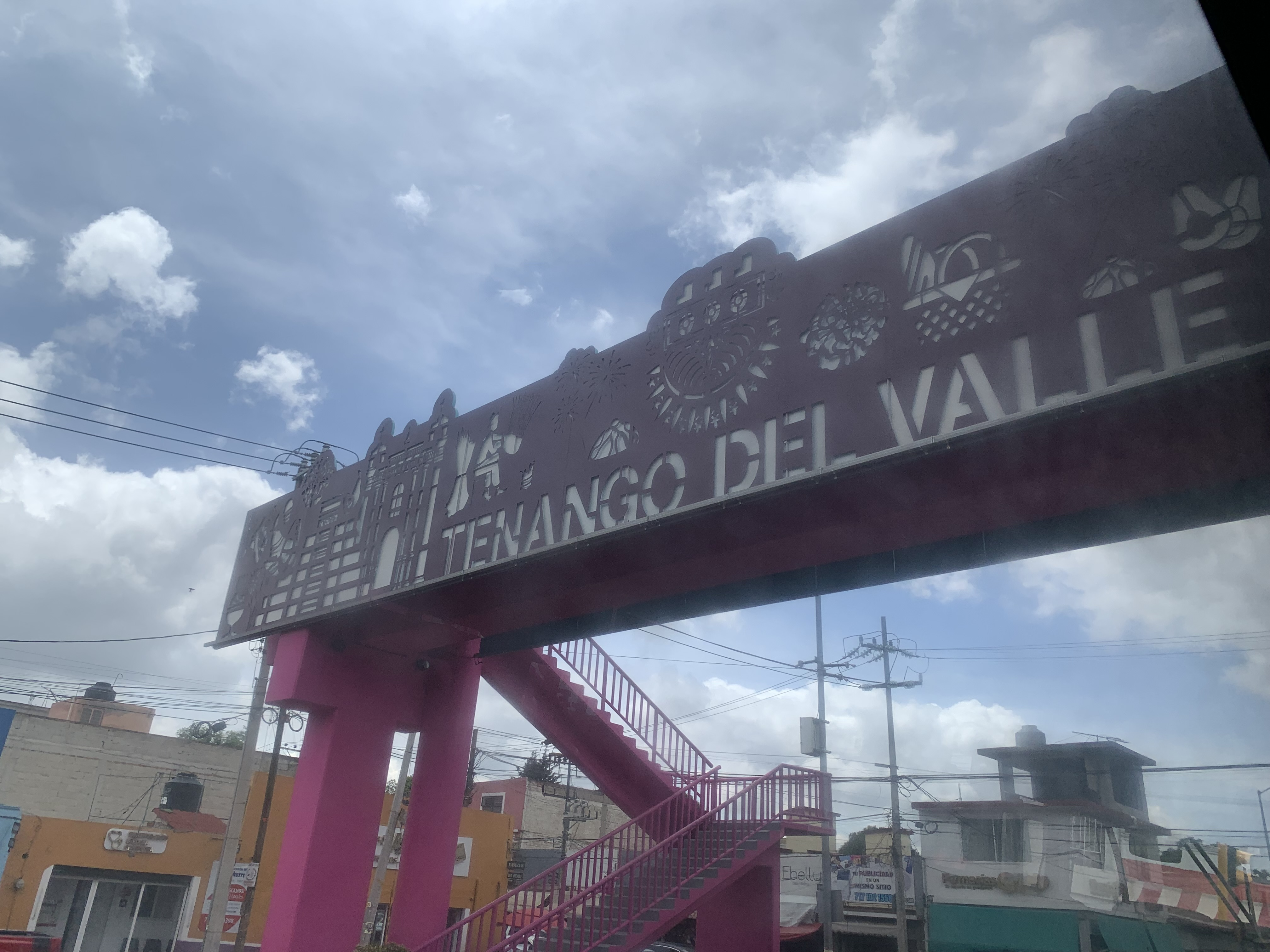
Entrada a la ciudad de Tenango

A fines del siglo llega la vía del ferrocarril y con el tren también el telégrafo.[cita requerida]
La Revolución en Tenango era contraria a los intereses de muy pocos, quienes manejaban las opiniones, el dinero y el poder. Sin embargo, el anhelo de tierras atrajo la simpatía de Zapata en las comunidades del municipio. En 1912, en la cabecera se organizan para repeler a los zapatistas quienes ocasionaron daños patrimoniales. En 1913, pobladores de Zictepec se unen a zapatistas quienes les prometen restituir sus tierras.[cita requerida]
El crecimiento poblacional a lo largo del siglo impuso el cambio fisonómico a la tranquila Villa Heroica de Tenango de Arista. Se construyeron escuelas, más casas a la orilla del poblado, la industria tuvo un parque industrial, se mejoraron las vías de comunicación: el tren desapareció cuando se construyó la carretera a Ixtapan de la Sal.[cita requerida]
Durante la Revolución mexicana, la mayor parte de la población de Tenango del Valle se unió a los zapatistas en 1912 para luchar por sus tierras. En 1994 se elevó a la categoría de Ciudad.[cita requerida]

## Centro Histórico

Tenango de Arista.

Actualmente, Tenango del Valle es una Ciudad en desarrollo que basa su economía y sustento en la industria, la agricultura y el turismo. Tenango de Arista fue declarado Pueblo con Encanto, por el gobierno del Estado de México.

## Personajes históricos
- León Guzmán Montes de Oca (5 de noviembre de 1821-1884) fue un abogado y político liberal. Tuvo una participación muy destacada en la redacción de la Constitución de 1857. Su nombre completo era Leonardo Francisco Guzmán Montes de Oca. Sus padres fueron José Guzmán y Francisca Montes de Oca, mujer de gran inteligencia que, a través de muchos sacrificios y trabajo, se esmeró por la educación de su hijo. León Guzmán realizó sus estudios de instrucción básica en su natal Tenango del Valle y concluyó sus estudios de Derecho en 1849 en la ciudad de Toluca, en el Instituto Científico y Literario.[cita requerida]

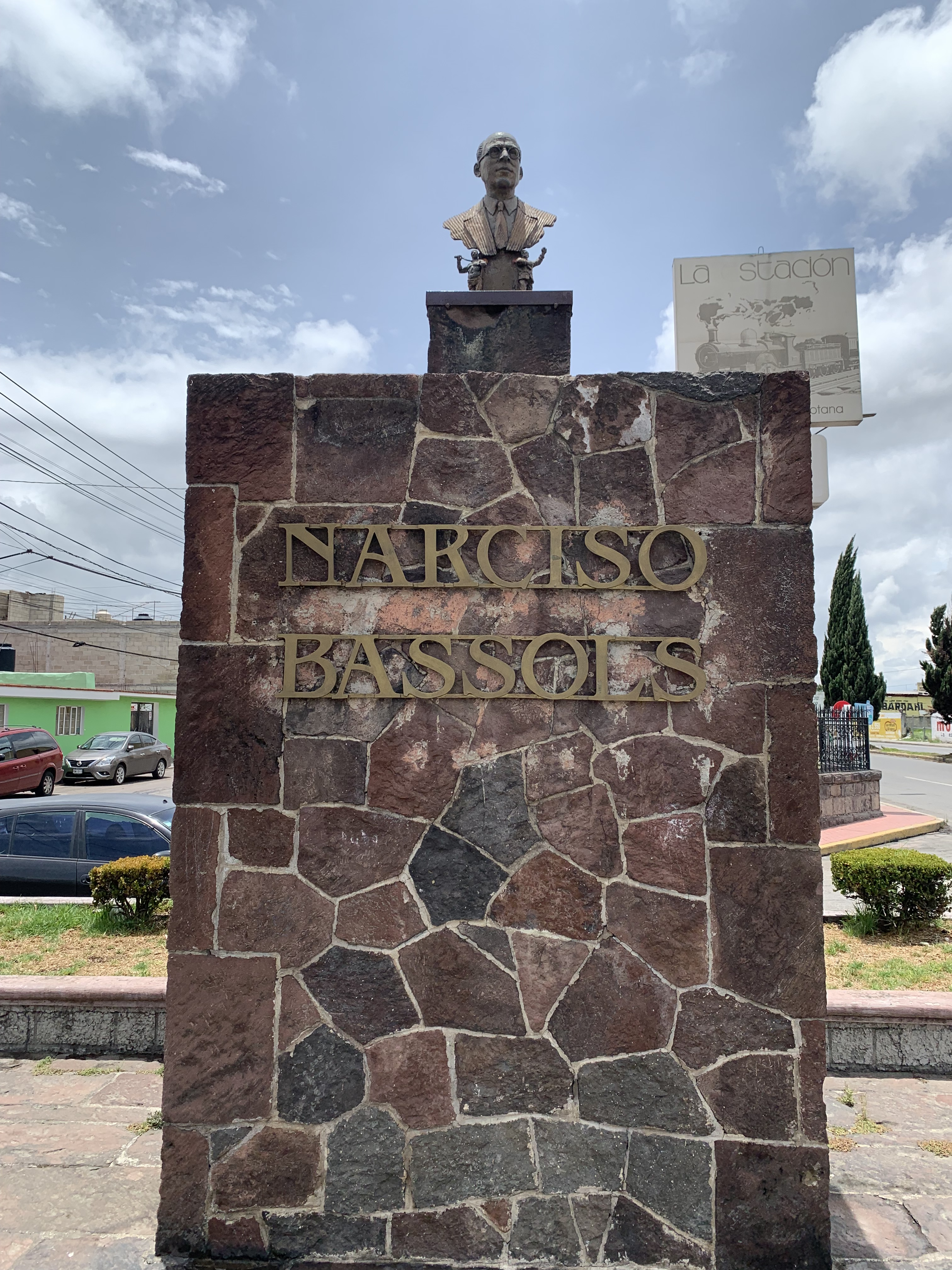
Monumento a Narciso Bassols en Tenango

- Narciso Bassols (22 de octubre de 1897-1959) fue un abogado, filósofo de la educación, político e ideólogo mexicano de la época posrevolucionaria, gran partidario de la educación laica y socialista. Egresó de la Escuela Nacional de Jurisprudencia de la Universidad Nacional Autónoma de México, donde formó parte del grupo conocido como los Siete Sabios, junto a personalidades como Manuel Gómez Morín, Alfonso Caso y Vicente Lombardo Toledano. Años después sería el director de esta escuela.[cita requerida]

- Abel C. Salazar (1878-Ciudad de México, 1925) fue un abogado,  escritor, abogado, poeta, diputado local y secretario de gobierno en el estado de Chiapas, catedrático en la Escuela Normal Superior, en la Preparatoria y en la Escuela Nacional de Agricultura de la Ciudad de México, y uno de los fundadores del periódico mexicano El Universal. Publicó cuentos (Almas), y su obra se publicó en revistas, especialmente en El Mundo Ilustrado.[cita requerida]

## Ciudades Hermanas
La ciudad de Tenango del Valle está hermanada con 3 ciudades alrededor del mundo
|                   | País   |  | Ciudad     |  | Estado / Distrito / Región / Condado | Año    | Ref.                    |
| ----------------- | ------ |  | ---------- |  | ------------------------------------ | ------ | ----------------------- |
| Bandera de Israel | Israel |  | Massada    |  | Distrito Meridional                  | (1994) | [ 4 ]                   |
| Bandera de Cuba   | Cuba   |  | Guantánamo |  | Provincia de Guantánamo              | (1999) | [ 5 ]                   |
| Bandera de Perú   | Perú   |  | Huanchaco  |  | Departamento de La Libertad          | (2002) | [ 6 ] [ 7 ] [ 8 ] [ 9 ] |